# Заханье
Заханье — деревня в Бежаницком районе Псковской области. Входит в состав сельского поселения муниципальное образование «Ашевское».
Расположена в 18 км к северо-западу от райцентра, посёлка Бежаницы, и в 19 км к северо-западу от волостного центра, деревни Махново.

## Население
Численность населения по оценке на 2000 год составляла 9 жителей.

## История
До 3 июня 2010 года деревня входила в состав ныне упразднённой Ашевской волости.